# Ridgeville (Karolina Południowa)
Ridgeville – miasto w Stanach Zjednoczonych, w stanie Karolina Południowa, w hrabstwie Dorchester.